# اختلال متابولیک
اختلال متابولیک (انگلیسی: Metabolic disorder) زمانی رخ می‌دهد که واکنش‌های شیمیایی غیرطبیعی، فرایند متابولیک طبیعی بدن را به‌هم بزند. همچنین می‌توان آنرا به‌صورت یک ناهنجاری تک‌ژنی مادرزادی تعریف کرد که در بیشتر موارد، اتوزومال مغلوب هستند.
سندرم متابولیک (MetS) (انگلیسی: Metabolic syndrome) مجموعه ای از ناهنجاری‌های فیزیولوژیکی و آنتروپومتریک است که خطر ابتلا به بیماری‌های قلبی عروقی و دیابت نوع ۲ را افزایش می‌دهد.
این بیماری با ترکیبی از عوامل مانند چاقی شکمی، فشار خون بالا، مقاومت به انسولین، افزایش تری گلیسیرید و سطح پایین کلسترول HDL مشخص می‌شود.
MetS را می‌توان با استفاده از معیارهای بالینی مانند معیارهایی که توسط پانل III درمان بزرگسالان برنامه ملی آموزش کلسترول (NCEP ATP III) یا فدراسیون بین‌المللی دیابت (IDF) ایجاد شده است تشخیص داد. این معیارها معمولاً شامل اندازه‌گیری دور کمر، فشار خون، تری گلیسیرید، کلسترول HDL و سطح گلوکز خون ناشتا است.
تحقیقات اخیر نشان می‌دهد که آزمایش‌ها ژنتیکی ممکن است برای تشخیص عدم تحمل لاکتوز در بیماران مبتلا به MetS نیز مورد استفاده قرار گیرد.
آزمایش‌ها ژنتیکی مطابقت بالایی با OLTT با حساسیت ۸۷٪ و ۸۶٪ و ویژگی ۸۳٪ و ۸۲٫۵٪ نشان می‌دهند.
این یافته‌ها نشان می‌دهد که آزمایش‌های ژنتیکی با استفاده از این SNPها ممکن است جایگزین خوبی برای OLTT برای تشخیص عدم تحمل لاکتوز در بیماران MetS باشد.

## علائم
برخی از علائم ناشی از اختلالات متابولیک عبارتند از: لتارژی، کاهش وزن، یرقان و تشنج. این علائم بر حسب نوع بیماری، متفاوت خواهد بود.
چهار گونه طبقه‌بندی برای علائم وجود دارد: «حاد»، «حاد دیررس»، «عمومی پیشرونده» و «دائمی».

## دلایل

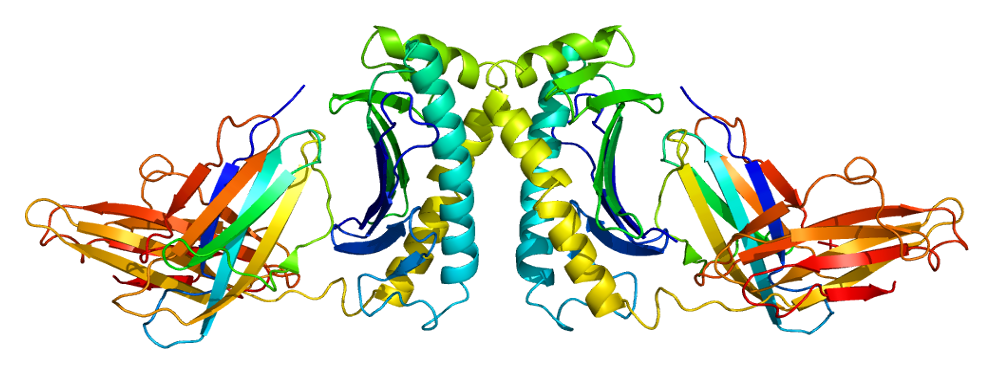
پروتینی که در اختلال متابولیسم آهن دخیل است. (HFE)

یکی از دلایل اختلال متابولیک، اختلالات متابولیک ژنتیکی هستند و زمانی رخ می‌دهند که یک ژن معیوب باعث بروز نقص آنزیمی شود. این بیماری‌ها که انواع گوناگونی دارند، با نام خطاهای مادرزادی متابولیسم هم شناخته می‌شوند. بیماری‌های متابولیک همچنین ممکن است زمانی بروز کنند که کبد یا لوزالمعده قادر نیستند عملکرد طبیعی و درست خود را داشته باشند.

### انواع
زیرگروه‌های اصلی اختلالات متابولیک اینها هستند:
- عدم تعادل اسید-باز
- بیماری‌های متابولیک مغز
- اختلالات متابولیسم کلسیم
- اختلالات نقص ترمیم دی‌ان‌ای
- اختلالات متابولیسم گلوکز
- هایپرلاکتاتمی
- اختلالات متابولیسم آهن
- اختلالات متابولیسم لیپید
- سندرم‌های سوءجذب
- نشانگان سوخت و سازی
- خطاهای مادرزادی متابولیسم
- بیماری‌های میتوکندریایی
- اختلالات متابولیسم فسفر
- پورفیری
- نقص پروتئوستاز (هوموستاز پروتئین)

## تشخیص

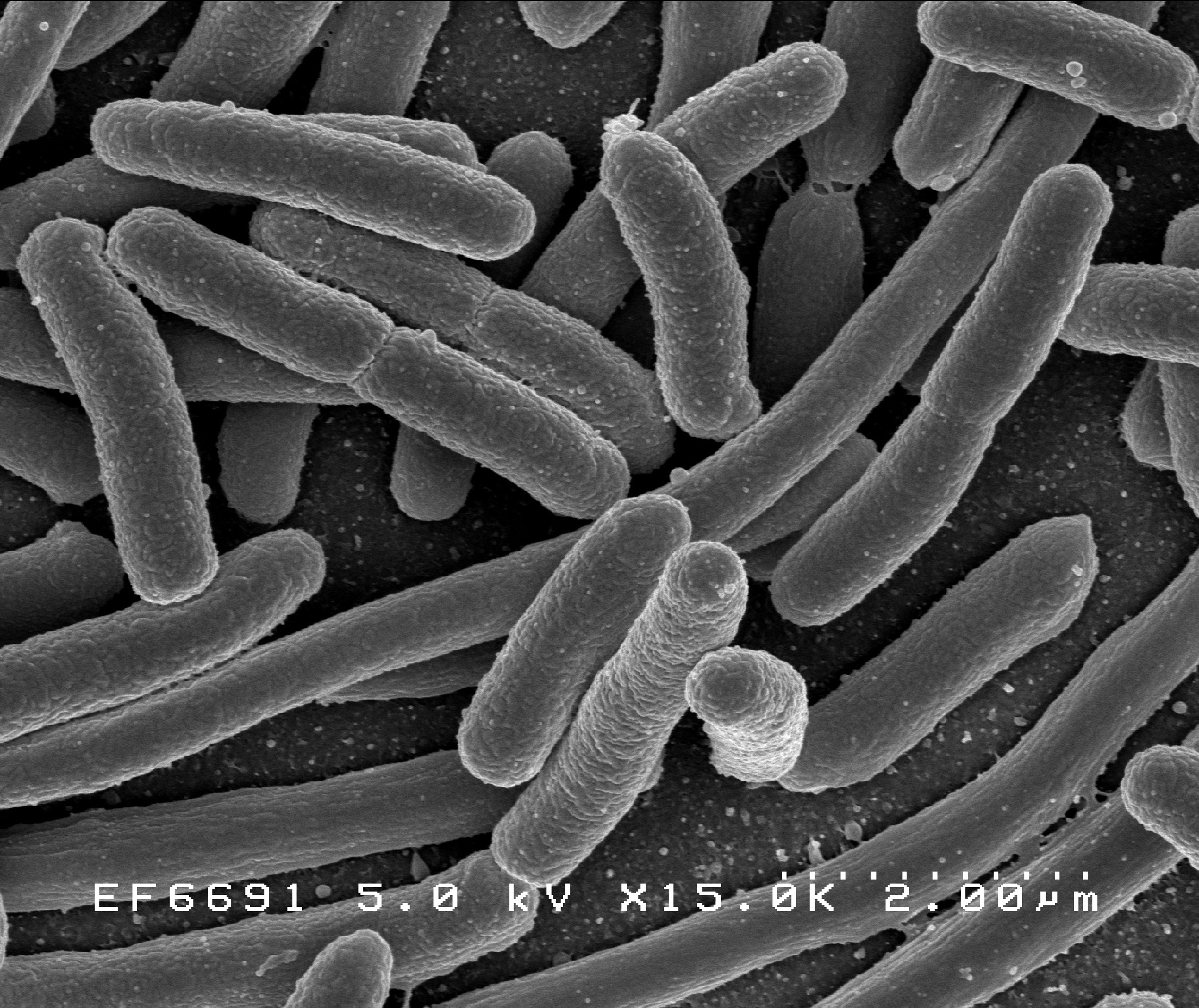
میکروب‌های طبیعی روده

اختلالات متابولیک ممکن است از همان بدو تولد موجود باشند و با انجام آزمایش‌های غربال‌گری تشخیص داده شوند. اگر این بیماری‌ها در بدو تولد تشخیص داده نشود، زمانی مورد توجه واقع می‌شود که علائم‌شان ظاهر شوند. آزمایش‌های خونی خاص و تست‌های دی‌ان‌ای جهت تشخیص اختلالات متابولیک مادرزادی بکار می‌رود.
میکروب‌های مفید روده که به‌طور طبیعی در روده‌های انسان زندگی می‌کنند، نقش مهمی در متابولیسم طبیعی بدن ایفا می‌کنند و در مجموع اثرات مثبتی برای میزبان خود دارند. اما یک جمعیت غیرطبیعی از میکروب‌ها ممکن است در اختلالات متابولیک مرتبط با «چاقی» نقش داشته باشند.

## غربال‌گری
غربال‌گری این اختلالات در نوزادان تازه‌به‌دنیاآمده توسط روش‌های زیر انجام می‌شود:
- آزمایش خون
- تست پوستی
- آزمون شنوایی

## درمان
برخی از این اختلالات با رژیم‌های غذایی خاص قابل درمان هستند، به‌خصوص اگر زود تشخیص داده شوند. به‌همین سبب آگاهی کافی از ژنوتیپ بیماری برای متخصصان تغذیه ضروری است تا بتوانند رژیمی برای بیمارشان انتخاب کنند که بیشترین اثربخشی را داشته باشد.

## برای مطالعهٔ بیشتر
- Hoffmann, Georg F.; Zschocke, Johannes; Nyhan, William L. (21 November 2009). Inherited Metabolic Diseases: A Clinical Approach. Springer. ISBN 978-3-540-74723-9.
- Gonzalez-Campoy JM, St Jeor ST, Castorino K, Ebrahim A, Hurley D, Jovanovic L, Mechanick JI, Petak SM, Yu YH, Harris KA, Kris-Etherton P, Kushner R, Molini-Blandford M, Nguyen QT, Plodkowski R, Sarwer DB, Thomas KT, American Association of Clinical Endocrinologists, American College of Endocrinology and the Obesity Society (September–October 2013). "Clinical practice guidelines for healthy eating for the prevention and treatment of metabolic and endocrine diseases in adults: cosponsored by the American Association of Clinical Endocrinologists/the American College of Endocrinology and the Obesity Society". Endocr Pract. 19 (Suppl 3): 1–82. doi:10.4158/EP13155.GL. PMID 24129260. Archived from the original on 4 March 2016. Retrieved 27 July 2015.